# Парантеза
Паранте́за, паренте́за (від грец. παρένθεσις, parenthesis — «внесення», варіант з «-а» через фр. parenthèse) — введення у фразу елементів (вставні або вставлені слова, словосполучення, речення), які виражають ставлення мовця до висловлюваного, дають певну емоційну оцінку або ж несуть додаткове зауваження, уточнення, пояснення і є граматично не пов'язанні з реченням, у якому знаходяться. Парантези в реченні виділяються від інших членів — комами, дужками, тире. Зв'язок із реченням здійснюється також за допомогою інтонації, яка залежить від інтонації всього речення. У живій мові інтонація відіграє головну роль у відокремленні головного від другорядного.
|  | Ви забуваєте другу любов поетів, наприклад любов Данте до Беатріче, а я власне таку мала на думці. — Леся Українка |

## Історія вивчення
Розгляд парантез, як самостійних синтаксичних категорій у мовознавстві, почався тільки в кінці 50-х — на початку 60-х років ХХ століття. До того це мовне явище не мало чіткого розмежування і його розглядали в контексті ускладнювальних компонентів простого речення.
За думкою О. М. Турчак, твердження, що вставні слова — це граматично відокремлені вирази суб'єктивного відношення до висловлюваного, а вставлені речення — це речення, вставлені в інше, але які не зв'язані з ним граматично, виникає в другій половині ХІХ століття.
Перший крок до розмежування вставних і вставлених одиниць, які відрізняються за своєю функцією, зробив І. Давидов. Згодом його думку продовжує П. Перевлеський і використовує термін «вставлені речення», який уперше був введений Є. Філомафітським.
У працях А. П. Медушевського знаходимо відомості про відмінність між вставними і вставленими словами, словосполученнями і реченнями. Вставні, за А. П. Медушевським, виражають упевненість або невпевненість, оцінку висловленого, зв'язок думок, а вставлені вживаються для розкриття, пояснення якогось із членів речення, його уточнення.
Баранник Д. Х. у своїй праці «Два рівні граматичної структури речення», аналізуючи модифікаційно-супровідний рівень структури речення, вказує, що вираження авторського ставлення до повідомлюваного реалізується засобами передачі суб'єктивної модальності — так званими вставними словами, словосполученнями і реченнями. Також вказує, що подібну функцію також можуть виконувати і включені в основну частину речення стверджувальні, заперечні, вигукові та інші слова з виразним суб'єктивно-оцінним значенням. А доповнення або уточнення змісту речення чи його складових виконується за допомогою вставлених слів, словосполучень і речень. Авторські ремарки до висловлень дійових осіб у драматичному творі, дослідник також відносить до тієї ж функціональної і конструктивно-синтаксичної категорії, що й вставлені конструкції.
А. Загнітко наголошує на важливості проблеми вставності і вставленості у реченнєвій структурі у сучасній лінгвістиці і вважає, що їх принципова відмінність полягає у співвідношенні зі структурою речення. Так, вставленість знаходиться у відношенні з семантичною ємністю речення, а вставність пов'язана тільки з його суб'єктивною площиною. За твердженням дослідника, вставлена конструкція здебільшого має окремий зміст і сповнена тими параметрами, які характеризують речення: предикативність, смислове та інтонаційне оформлення та ін. Вставлені компоненти на відмінно від вставних не можуть займати препозицію щодо реченнєвої структури, а можуть вільно вживатися поза межами речення, тобто вони мають певну смислову завершеність та інформаційну достатність, здебільшого виокремлюються дужками або тире. Дослідник також зауважує, що вставні слова можуть виражатися дієслівними, іменниковими, прислівниковими, прикметниковими, числівниковими, займенниковими формами. В свою чергу, вставлені можуть мати синтаксичну форму складносурядних або складнопідрядних речень, інколи складних синтаксичних конструкцій з різними типами синтаксичного зв'язку і вживаються внаслідок необхідності внесення додаткової інформації.
Дудик П. С. у «Синтаксисі української мови» пише, що вставний чи вставлений елемент речення є однією з особливих частин простого речення або предикативної частини складного, що ускладнює та доповнює його зміст і структуру. Не погоджуючись з думкою О. Пєшковського, дослідник не вважає ці конструкції абсолютно відмежованими від речення. Вказує, що це не члени речення, але й не повна протилежність їм. Чітке розмежування вставності і вставленості, за думкою Дудика, можливе тільки в найтиповіших їхніх виявах, особливо тоді, коли вставленість представлена двома і більше реченнями, виділеними в писемному мовленні дужками: 
|  | Оце недавно, бувши завідувачем комунального господарства (а послали мене звідти сюди директором, спеціальність у мене сталеварна...), недавно звелів я вибити з скелі пам’ятника. — Ю. Яновський |

Основною відмінністю вставних конструкцій від вставлених, мовознавець вважає те, що першим властива синтаксична рухомість і майже вільна позиція в реченні, а їх розміщення на початку, в кінці чи в середині речення по-своєму модифікує інтонування всієї його структури, забарвлює модальність, стилістично індивідуалізує зміст речення. Також ці конструкції передають специфічну модальність і ставлення мовця до повідомлення. Щодо вставлених мовних одиниць, то автор наголошує на їх істотній відмінності від вставних, зазвичай вони є більш об'ємними і представлені структурами простого речення, нерідко й формами складних, але ніколи не стають справжніми реченнями, здебільшого мають серединну позицію, рідше завершують структуру речення та ніколи не розпочинають його. Також вони є граматично не пов'язані з реченням і за допомогою вставлених конструкцій мовець здебільшого привносить у речення додаткове зауваження, уточнення, пояснення.
Під вставними компонентами К. Ф. Шульжук розуміє «мовні одиниці, що виявляють ставлення мовця до висловлюваної ним думки і виражають різні модальні значення» (можливості, сумніву та ін.). А вставлені, як такі «що передають додаткові, побіжні повідомлення, перериваючи основне висловлення за допомогою інтонації вставленості».
І. П. Ющук доводить що, вставні слова й речення не несуть нової інформації, вони лише певним чином оцінюють, уточнюють основне повідомлення і, отже, надають мовленню більшої природності, роблять його емоційно й інтонаційно насиченим і стосуються переважно змісту всього речення.

## Інтонаційне оформлення
Зв'язок із реченням у парантетичних конструкціях здійснюється також за допомогою інтонації, яка залежить від інтонації всього речення. У живій мові інтонація відіграє головну роль у відокремленні головного від другорядного.
У статті Жученка Д. І. «Інтонаційні особливості вставлених конструкцій в залежності від їх синтаксичної структури» розглядається інтонація вставлених конструкцій в залежності від їх структури на основі експериментальних досліджень. Автор вказує, що інтонаційне членування вставленої конструкції, залежить від її структури і це виявляється в тому, що при вираженні вставленого слова, пауза в звучанні перед і після є найкоротша, час звучання і сила його вимовлення є більша, ніж вставленого речення і словосполучення.

Також інтонація залежить від місця вставленого компонента в реченні. Із найбільшою інтонаційною і, отже, смисловою виразністю вимовляється і сприймається в середині основного речення: 
|  | Почув він (мабуть від сороки), що соловейка хвалить всяк. ― Л. Глібов |

 Найбільш нейтральною є кінцева позиція: 
|  | До незнайомого чоловіка привіталась і сіла на ослоні поряд Морозихи. (Маруся на кінці стола догладжувала білизну). ― А. Головко |

Щодо вставних конструкцій, якщо простежити кожну складову частину інтонації то виходить, що вставні конструкції вимовляються в тісній єдності з основним реченням і не виділяються ні рухом основного тону, ні інтенсивністю, ні паузами. Тільки на початку речення можна помітити висхідний напрям руху основного тону у вставних словах та вищий частотний рівень, а також більшу інтенсивність вимови порівняно з усім реченням: 
|  | Отже, почалися сільські весілля, думалось їй. Є. Гуцало |

 Якщо вставні конструкції розміщені в середині речення, то пауза спостерігається тільки після них, а не з обох боків: 
|  | Зміни на краще, можна сказати, відбулися на моїх очах. ― (журнал) |